# Орел Саладіна

Орел Саладіна на гербі Об'єднаної Арабської Республіки (1958—1961)

Орел Саладіна (араб. نسر صلاح الدين: Наср Саладін; «арабський орел») — геральдична фігура, використовувана як символ арабського націоналізму, а також як відмітний знак у збройних силах ряду арабських держав. Зображення уперше з'являється як барельєф у цитаделі Каїра і асоціюється з епохою єгипетського султана Саладіна, який став символом опору хрестоносцям в XII столітті. З 1952 року використовується як державний символ Єгипту. З 1963 року цей образ прийнятий в символіці Іраку. У 1969—1971 рр. орел Саладіна був гербом Лівії, а з 1962 по 1990 і Північного Ємену. «Орел Салах Ад-Діна» символізує владу, красу, і суверенність.

## Опис
Птах зображений стоячим на двох потужних лапах з кігтями. Крила піднято вгору і широко розкрито, голова птаха повернена вліво. Для зображення орла використано два кольори — жовтий, такий, що відповідає геральдичному золотому, і чорний, який присутній в промальовуванні крил і хвостового оперення.
На грудях у орла знаходиться щит, забарвлений в кольори державного прапора. У лапах також присутній сувій з назвою країни арабською мовою